# Alan Tam
Alan Tam Wing-lun (Hong Kong, 23 de agosto de 1950), conocido simplemente como Alan Tam o MH, es un actor y cantante de género pop. Inició su carrera musical en la música cantopop en 1980, era un artista reconocido por interpretar baladas románticas con arreglos contemporáneos. Hasta la fecha se mantiene activo en la industria de la música y del cine, además ha lanzado nuevos álbumes en una base regular. Desde finales de la década de los años 1980, ha desempeñado para dedicarse en incursionar en la industria de la música cantopop, ganándose el apodo como el "Principal" o el "Principal Tam". Regularmente es visto a través de los medios de comunicación en Hong Kong, China continental, Taiwán y en otros países de Asia del Este, que participan también en todo tipo de eventos relacionados con el entretenimiento y las actividades de caridad. A partir del 2013, Alan Tam ha grabado unos 115 álbumes en solitario y ha vendido más de 35 millones de discos en todo el mundo. También batió récords por ofrecer una mayor cantidad de conciertos por Hong Kong, como el artista solista.

## Biografía
Alan Tam nació en 1950, anteriormente fue jugador de fútbol de la liga de Kong-pak (谭江柏), equipo que representó a la selección nacional de la República de China durante los Juegos Olímpicos de Verano de 1936. Estudió en el Shau Kei Wan, una escuela de Gobierno durante su años de secundaria y después en el Chi Lin, una escuela budista, también en su año de secundaria. Luego, se especializó en Economía mientras asistía al Ngee Ann Polytechnic, en Singapur. 
Tam se casó con Sally Yeung Kit-Mei en 1981. Su hijo Tam Hiu Fung (n. 1995), ha seguido sus pasos en el mundo del espectáculo a pesar de sus objeciones. 

## Carrera
Alan Tam desarrolló su pasión por la música y la actuación, en sus años de la escuela secundaria en Hong Kong. Formó parte de una banda musical llamada "The Wynners" con sus amigos. Posteriormente, ambos participaron para competir en un concurso de canto de aficionados y se llevaron el primer lugar, para comenzar una carrera en la industria de la música del entretenimiento, que fue organizado y difundido en una serie de espectáculos de variedades de la red televisiva TVB. El grupo se disolvió y más adelante formó parte de otra banda musical llamada The Wynners, con Kenny Bee en 1973. The Wynners grabó en su mayor parte canciones en inglés, Alan Tam fue una de las dos voces principales de la banda hasta que se dividió en 1978.  
Alan Tam estableció un punto de apoyo en la escena de la música cantopop, con canciones que se remonta a finales de la década de los años 1980 como 'Embrace' (擁抱), 'Flower in Water' (水中花), 'Half Dazed, Half Awoken' (半夢半醒) y 'Love Trap' (愛情陷阱).
Su primer álbum como solista fue 'Naughty Boy '(反 斗 星), lanzado en 1979. Su tema musical titulado 'Love in Autumn' (爱在深秋) lanzada en 1984, fue todo un éxito arrollador.